# Quatro Livros e Cinco Clássicos
Os Quatro Livros e os Cinco Clássicos são textos fundamentais do confucionismo e foram escritos antes de 300 A.E.C.  Tradicionalmente, acredita-se que esses escritos foram redigidos, editados ou comentados por Confúcio ou por seus discípulos. 
A partir da dinastia Han, esse conjunto passou a formar o núcleo dos chamados "clássicos", utilizados pela elite chinesa como base dos exames imperiais, que avaliavam o conhecimento e a erudição dos candidatos a cargos administrativos.

## Quatro Livros
Os Quatro Livros (四書) são textos clássicos chineses que expressam os princípios, valores e fundamentos do confucionismo. Eles foram selecionados pelo intelectual Zhu Xi, durante a dinastia Song, para servir como uma introdução geral ao pensamento confucionista. Já nas dinastias Ming e Qing, essas obras se tornaram a base do currículo oficial dos exames do serviço público imperial.

### Grande Ensinamento
Originalmente um capítulo do Livro dos Ritos , o Grande Ensinamento (Dà Xué, 大學) apresenta uma estrutura composta por um pequeno texto central, tradicionalmente atribuído a Confúcio, seguido de nove capítulos menores, com comentários de Zengzi, um de seus discípulos. Sua importância é destacada pela introdução de Zengzi, considerada uma porta de entrada para o estudo da doutrina confucionista. A obra é fundamental por expressar temas centrais da filosofia e do pensamento político chinês, sendo altamente influente tanto no pensamento clássico quanto no moderno.

### A Doutrina do Meio
Também proveniente do Livro dos Ritos, a A Doutrina do Meio (Zhōng Yōng, 中庸) é atribuída a Zisi, neto de Confúcio.
Dividida em 33 capítulos, a obra propõe a busca por um caminho equilibrado — o Caminho (道) — determinado por um mandato celestial. Esse caminho não é exclusivo ao governante, mas deve ser seguido por toda a sociedade, por meio da assimilação dos ensinamentos e exemplos contidos no texto.

### Analectos
Os Analectos (Lún Yǔ, 論語) são uma compilação de discursos de Confúcio e de seus discípulos, bem como de diálogos entre eles. Desde sua redação, influenciaram profundamente a filosofia e os valores morais na China, estendendo esse impacto a outros países do Leste Asiático.
Durante os exames imperiais — iniciados na dinastia Sui e abolidos com a fundação da República da China — o domínio dos Analectos era exigido, e esperava-se que os candidatos citassem e aplicassem os ensinamentos de Confúcio em suas redações.

### Mêncio
O Mêncio reúne os diálogos do pensador Mêncio com os reis de seu tempo. Ao contrário dos ditos de Confúcio, que são curtos e concisos, essa obra é composta por longos diálogos escritos em prosa elaborada.

## Cinco Clássicos
Os Cinco Clássicos (五經) são cinco obras fundamentais da tradição confucionista, compostas antes da dinastia Qin. Vários desses textos já circulavam com prestígio durante o período dos Estados Combatentes. Mêncio, o principal estudioso confucionista da época, atribuía ao Anais de Primavera e Outono a mesma importância que dava às crônicas semi-lendárias de períodos mais antigos. Com a adoção oficial do confucionismo pela dinastia Han, essas obras passaram a integrar o currículo estatal e começaram a ser reconhecidas como um conjunto coeso, chamado coletivamente de "Cinco Clássicos". 
Até a dinastia Han Ocidental, os autores costumavam listar os Clássicos na ordem: Poemas – Documentos – Rituais – Mutações – Primavera e Outono. 
A partir da dinastia Han Oriental, a ordem padronizada passou a ser: Mutações – Documentos – Poemas – Rituais – Primavera e Outono.
Com o tempo, autores de épocas posteriores passaram a usar, de forma irônica ou satírica, os termos “Clássico” e “Livro” para nomear obras de teor popular ou humorístico.
Alguns exemplos são: "Clássico da Prostituição" (嫖經) e "Um Novo Livro para Frustrar Fraudes" (杜騙新書, ca. 1617), de Zhang Yingyu, conhecido coloquialmente como "O Livro das Fraudes" ou "O Clássico das Fraudes".

### Clássico da Poesia
O Clássico da Poesia, ou Shījīng, é uma antologia composta por 305 poemas, divididos em 160 canções folclóricas, 105 canções festivas (entoações para cerimônias cortesãs), e 40 hinos e louvores (utilizados em rituais dedicados a heróis e ancestrais da realeza).

### Shujing
O Clássico dos Documentos, conhecido como Shūjīng, é uma coletânea de discursos e decretos atribuídos a governantes e conselheiros do início da dinastia Zhou e de períodos anteriores. Considerada uma das mais antigas narrativas históricas da tradição chinesa, a obra inclui exemplos de prosa chinesa antiga e pode remontar ao século VI a.E.C..

### Livro dos Ritos
O Livro dos Ritos, ou Lǐjì, descreve os ritos antigos, as estruturas sociais e as cerimônias formais da corte.
A versão que chegou até nós foi compilada por estudiosos no século III a.E.C., e não o texto original, que teria sido editado por Confúcio.

### Livro das Mutações
O I Ching, ou Livro das Mutações (Yìjīng), apresenta um sistema de adivinhação comparável à geomancia ocidental ou ao sistema Ifá da África Ocidental. Apesar de sua origem remota, o I Ching continua amplamente utilizado tanto no Leste Asiático contemporâneo quanto em contextos esotéricos ocidentais.

### Anais de Primavera e Outono
Os Anais de Primavera e Outono, ou Chūnqiū, constituem um registro histórico do Estado de Lu — terra natal de Confúcio — abrangendo o período de 722 a 481 a.E.C. 

## Autoria
Tradicionalmente, atribui-se a Confúcio a compilação ou edição dos textos que compõem os Cinco Clássicos. Essa crença esteve presente de forma predominante desde a dinastia Han Ocidental (206 a.E.C.–9 E.C.), período em que a maioria dos estudiosos confucionistas afirmava que o mestre teria reunido e corrigido escritos antigos, conferindo-lhes a forma canônica que se tornou a base do confucionismo clássico. Entre esses textos, destaca-se o Shījīng (Clássico da Poesia), cuja versão final — com 305 poemas — seria, segundo a tradição, uma seleção feita por Confúcio a partir de um corpus inicial de cerca de 3.000 peças. 
Ao longo do século XX, essa visão tradicional continuou a ser defendida por alguns estudiosos chineses. O filósofo Xiong Shili (1885–1968), representante do “Novo Confucionismo”, considerava que os Seis Clássicos seriam versões definitivas organizadas por Confúcio em sua maturidade. No entanto, outras correntes de interpretação surgiram, como a Escola do Texto Antigo, que baseava seus estudos em versões dos clássicos supostamente preservadas da queima dos livros promovida pela dinastia Qin. Muitos de seus integrantes afirmavam que tais obras provinham diretamente da dinastia Zhou e não teriam passado por revisão confuciana. 
A partir dos avanços da crítica textual moderna, um número crescente de estudiosos — tanto na China quanto em outros países — passou a considerar improvável qualquer envolvimento direto de Confúcio na edição ou redação dos clássicos. Outros pesquisadores, como Xinzhong Yao, adotam uma postura intermediária, sugerindo que, mesmo que Confúcio e seus discípulos não tenham criado deliberadamente um sistema de textos canônicos, contribuíram para a consolidação e transmissão dessas obras. 
Independentemente da autoria efetiva, é consenso que, por mais de dois milênios, Confúcio foi amplamente considerado como autor ou editor dos Cinco Clássicos. A trajetória textual desses livros foi fortemente influenciada por dois momentos históricos: a adoção do confucionismo como ortodoxia estatal durante a dinastia Han e seu ressurgimento na dinastia Song. Neste último período, o pensador neoconfucionista Zhu Xi (1130–1200) reorganizou os textos dos Quatro Livros e redigiu comentários cuja interpretação se tornou, durante séculos, a leitura autorizada da tradição confuciana. 

## Legado
Sob o reinado do Imperador Wu de Han, os Cinco Clássicos e os Quatro Livros tornaram-se a base do sistema de exames imperial . 